# Liste des personnalités figurant sur les timbres des Pays-Bas
Cette liste regroupe les personnalités figurant sur les timbres postaux du Royaume des Pays-Bas. Au début, seuls les souverains y figuraient, puis ce sont les personnages importants de l'Histoire du Royaume qui seront représentés (navigateurs, scientifiques...). De façon plus récente, des sportifs et des personnalités du monde du divertissement ont eu le droit à leur timbre.

## Timbres poste

### A
- Afrojack, DJ (2014)
- Willy Alberti, chanteur (2010)
- Claus von Amsberg, prince (1991, 2003)
- Robin Ammerlaan, joueur de tennis (2012)
- Anthony van Assche, gymnaste (2009)
- Tobias Asser, juriste (1991)
- Auguste, empereur (1937)

### B

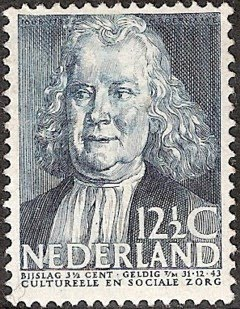
Herman Boerhaave sur un timbre de 1938.

- Suzanna van Baerle, écrivaine (1955)
- Baudouin, roi (1964)
- Beatrix, reine (1946, 1980-1982, 1986, 1990-1994, 1998, 2000-2006, 2009-2010, 2013)
- Nicolaas Beets, écrivain (1939)
- Lobke Berkhout, skippeur (2009)
- Hendrik Petrus Berlage, architecte (1954, 2012)
- Fanny Blankers-Koen, athlète (2010)
- Franciscus de le Boë, médecin (1937)
- Herman Boerhaave, botaniste (1928, 1938)
- Esther de Boer-van Rijk, actrice (1974)
- Godfried Bomans, écrivain (2013)
- Jan Boon, journaliste (2012)
- Johannes Bosboom, peintre (1941)
- Marie de Bourgogne, duchesse (2013)
- Mies Bouwman, animatrice télé (2010)
- Luitzen Egbertus Jan Brouwer, mathématicien (2007)
- Dick Bruna, dessinateur (2010)
- Armin van Buuren, DJ (2014)

### C
- Naomi Campbell, top modèle (2001)
- Petrus Camper, médecin (1939)
- Simon Carmiggelt, écrivain (2013)
- Isabelle de Charrière, femme de lettres (2013)
- Winston Churchill, premier ministre (1980)
- Christophe Colomb, navigateur (1992)
- Leon Commandeur, cycliste (2009)
- Louis Couperus, poète (2013)

### D
- Peter Debye, physicien (1995)
- Aagje Deken, romancière (1941)

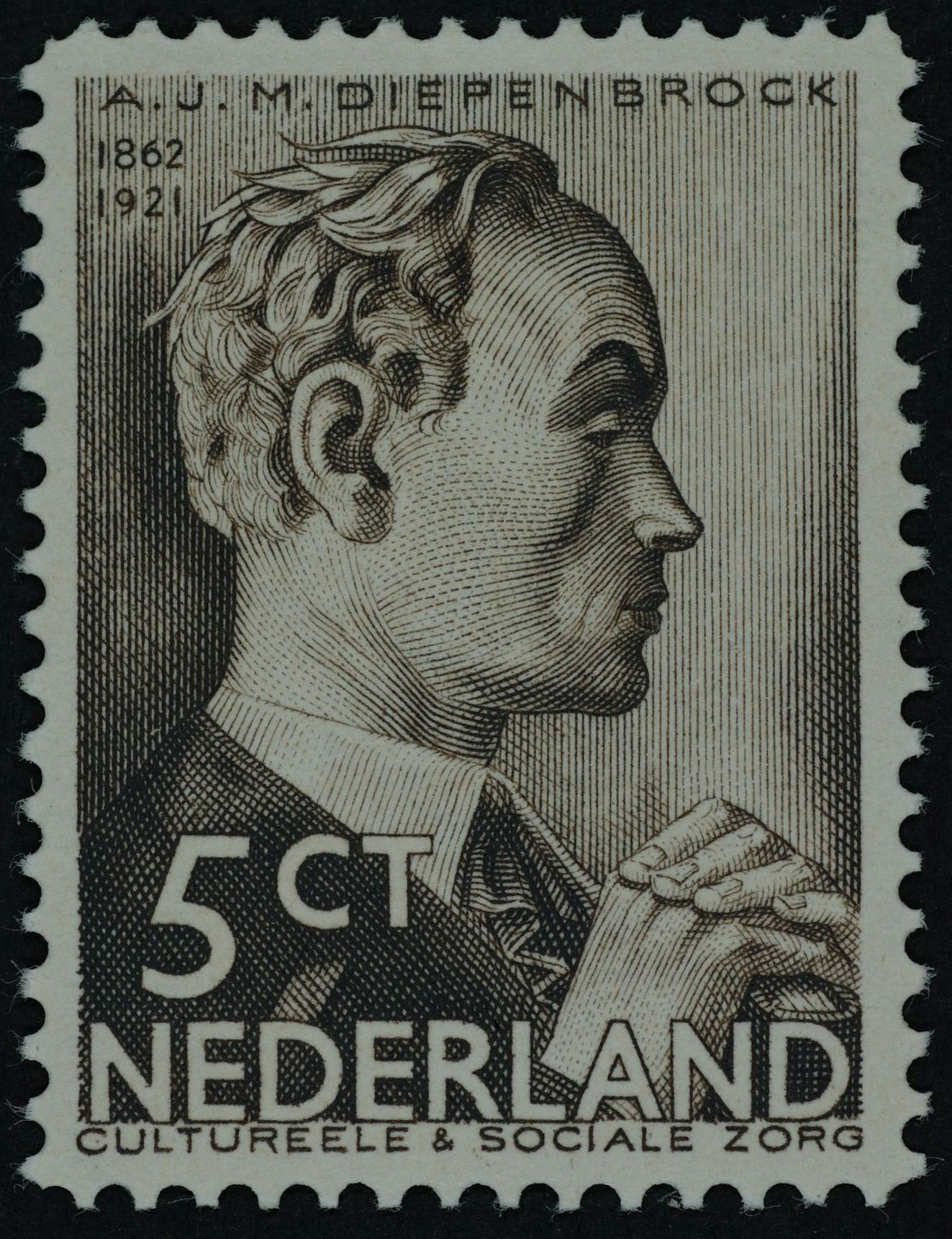
Alphons Diepenbrock sur un timbre de 1935.

- Hendrik van Deventer, médecin (1947)
- Alphons Diepenbrock, compositeur (1935)
- Sjoukje Dijkstra, patineuse artistique (2012)
- Franciscus Cornelis Donders, médecin (1935)
- Janus Dousa, historien (1950)
- Willem Drees, premier ministre (1986)

### E
- Christiaan Eijkman, médecin (1993)
- Willem Einthoven, physiologiste (1993)
- Érasme, philosophe (1936, 1969, 1988, 2015)
- Maurits Cornelis Escher, artiste (1998)
- Max Euwe, joueur d'échecs (2001)
- Cornelis Evertsen de Jongste, amiral (1943-1944)
- Cornelis Evertsen de Oude, amiral (1943-1944)
- Johan Evertsen, amiral (1943-1944)

### F
- Carel Fabritius, peintre (2004)
- Anne Frank, victime du nazisme (1980)

### G

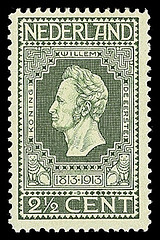
Guillaume Ier sur un timbre de 1913.

- Willem Joseph de Gand, amiral (1943-1944)
- Anton Geesink, judoka (2012)
- Vincent van Gogh, peintre (1940, 1954, 1990, 2003, 2015)
- Bas van de Goor, joueur de volley-ball (2009)
- Maureen Groosfema, sportive (2009)
- Hugo Grotius, avocat (1947, 1983)
- Anky van Grunsven, cavalière (2012)
- Guillaume Ier, roi (1913, 1933, 1984, 2013-2014, 2016)
- Guillaume II, roi (1913, 2015-2016)
- Guillaume III, roi (1852, 1864, 1867, 1872-1888, 1913, 1927, 1967, 2016)
- Henri Daniel Guyot, pasteur (1935)

### H
- Hella S. Haasse, écrivaine (2012)
- Frans Hals, peintre (1962)
- Hardwell, DJ (2014)
- Rutger Hauer, acteur (1995)

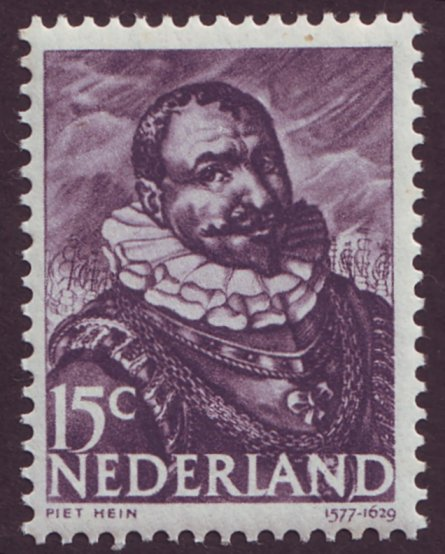
Pieter Pieterszoon Hein sur un timbre de 1943.

- Pieter Pieterszoon Hein, amiral (1943-1944, 2011)
- Otto Gerhard Heldring, prédicateur (1938)
- Herman Heijermans, dramaturge (1974)
- Jacobus Henricus van 't Hoff, chimiste (1991)
- Adriaan Roland Holst, poète (2013)
- Anick Van Hoof, joueuse de tennis (2009)
- Pieter Corneliszoon Hooft, poète (1947)
- Jan van Hout, poète (1950)
- Johan Huizinga, historien (1954)
- Christian Huygens, mathématicien (1928, 2015)
- Constantin Huygens, poète (1955, 1987)

### I
- Jan Ingenhousz, médecin (1941)
- Joris Ivens, réalisateur (1995)

### J
- Eduard Jacobs, cabaretier (1995)
- Willem Janszoon, navigateur (1983)
- Freek de Jonge, artiste de cabaret (1995)
- Juliana, reine (1934, 1948-1951, 1953-1958, 1962-1965, 1967, 1969-1973, 1975-1976, 1979, 1987, 1990, 2009)

### K
- Wim Kan, artiste musical (1995)
- Marko Koers, athlète (2009)
- Johan Kenkhuis, nageur (2009)
- Jacobus Schroeder van der Kolk, médecin (1960)
- Gerrit Kouwenaar, journaliste (2013)
- Doutzen Kroes, mannequin (2016)
- Abraham Kuyper, homme d'État (1980)
- Dirk Kuyt, joueur de football (2006)

### L
- Ellen van Langen, athlète (2012)
- Trijn van Leemput, héroïne (2013)
- Antoni van Leeuwenhoek, biologiste (1938)
- Bernhard de Lippe-Biesterfeld, prince (1962, 1971, 1987)
- Willem van Loon, (1955)
- Hendrik Lorentz, physicien (1928)
- Charlotte de Luxembourg, duchesse (1964)

### M
- Gustav Mahler, compositeur (1995)
- Nelson Mandela, homme politique (2003)
- Marie II, reine (1988)
- Jacob Maris, peintre (1937)
- Matthijs Maris, peintre (1939)
- Philippe de Marnix de Sainte-Aldegonde, homme d'État (1938)
- Antonius Mathijsen, chirurgien (1941)
- Anton Mauve, peintre (1939)
- Boniface de Mayence, saint (1954)
- Henri de Mecklembourg-Schwerin, prince (1927)
- Eduard Meijers, juriste (1970)
- Jan Pieter Minckeleers, inventeur (1928)
- Leontien van Moorsel, cycliste (2012)
- Mike Morissen, nageur (2009)
- Thomas de Moucheron, enfant sur un tableau (1956)
- Wolfgang Amadeus Mozart, musicien (2016)
- Multatuli, poète (1987, 2006)

### N
- Martinus Nijhoff, poète (1954)

### O
- Johan van Oldenbarnevelt, avocat (1983)
- Heike Kamerlingh Onnes, physicien (1936)
- Maria van Oosterwijk, peintre (2013)
- Guillaume III d'Orange-Nassau, roi (1988)
- Pieter Oud, homme politique (1980)

### P
- Jetty Paerl, présentateur radio (1993)
- Catharina-Amalia des Pays-Bas, princesse (2003)
- Irène des Pays-Bas, princesse (1946)
- Margriet des Pays-Bas, princesse (1946)
- Edgar du Perron, journaliste (2001)
- Willem Pijper, compositeur (1954)
- Jean-Louis Pisuisse, journaliste (1995)
- Albert Plesman, aviateur (1954)
- Guillaume Groen van Prinsterer, homme politique (1976)
- Everhardus Johannes Potgieter, écrivain (1940)

### Q
- Charles Quint, empereur (2000)

### R
- Daniel Radcliffe, acteur (2005)

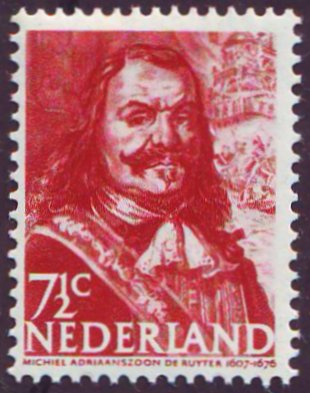
Michiel de Ruyter sur un timbre de 1943.

- Rembrandt, peintre (1930, 1938, 1999, 2006, 2015)
- Jan van Riebeeck, homme d'État (1952)
- Nico Rienks, rameur olympique (2012)
- Jean François van Royen, secrétaire général des postes (1947)
- Michiel de Ruyter, amiral (1907, 1943-1944, 1957, 1976)

### S
- Nicolien Sauerbreij, snowboardeur (2012)
- Saül, roi (2000)
- Alexander de Savornin Lohman, homme politique (1980)
- Joseph Juste Scaliger, historien (1940)
- Herman Schaepman, prêtre (1936)
- Annie M.G. Schmidt, poétesse (2010)
- Charles Prosper Wolff Schoenmaker, architecte (2012)
- Franz Schubert, compositeur (1997)
- Anne-Marie de Schurman, poétesse (1978)
- Albert Schweitzer, médecin (1975)
- Ramses Shaffy, chanteur (2010)
- Philipp Franz von Siebold, naturaliste (2014)
- Jan van Speijk, lieutenant de marine (2000)
- Baruch Spinoza, philosophe (1976)
- Anthony Christiaan Winand Staring, poète (1941)
- Jan Steen, peintre (1940, 1979)
- Pieter Stuyvesant, homme d'État (1939)
- Jan Pieterszoon Sweelinck, organiste (1935)
- Gerardus van Swieten, médecin (1939)

### T
- Gerard 't Hooft, physicien (2010)
- Syb Talma, homme politique (1936)

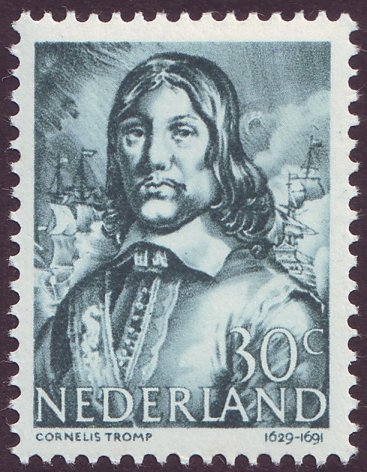
Cornelis Tromp sur un timbre de 1944.

- Maria Tesselschade Roemersdochter Visscher, poétesse (1938)
- Andy Tielman, musicien (2012)
- Tiësto, DJ (2014)
- Jan Tinbergen, économiste (1995)
- Alexine Tinne, exploratrice (2013)
- Servais de Tongres, saint (1984)
- Pieter Jelles Troelstra, homme politique (1980)
- Cornelis Tromp, officier de marine (1943-1944)
- Maarten Tromp, amiral (1943-1944)
- Christy Turlington, top modèle (2001)

### U
- Willibrord d'Utrecht, saint (1939)
- Jochem Uytdehaage, patineur de vitesse (2009)

### V

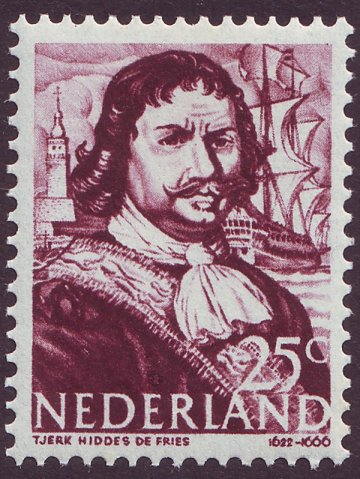
Tjerk Hiddes de Vries sur un timbre de 1944.

- Monique van de Ven, actrice (1995)
- Eduard Verkade, acteur (1978)
- Simon Vestdijk, écrivain (1998)
- Gisbertus Voetius, théologien (1936)
- Joost van den Vondel, écrivain (1937)
- Tjerk Hiddes de Vries, amiral (1943-1944)
- Leo Vroman, hématologue (2015)

### W

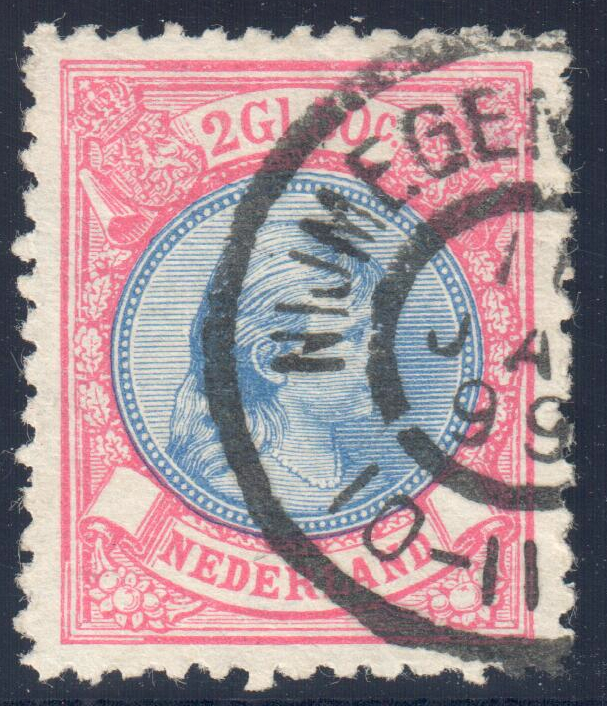
Wilhelmine sur un timbre de 1896.

- Johannes Diderik van der Waals, physicien (1993)
- Emma de Waldeck-Pyrmont, reine (1927, 1934, 1990)
- Maarten van der Weijden, nageur (2012)
- Jean Wier, médecin (1960)
- Wilhelmine, reine (1891-1896, 1899-1906, 1908-1914, 1917-1934, 1938, 1940, 1944-1948, 1950, 1976-1977, 1980, 1990, 1993, 1995, 1998, 2009, 2011-2012, 2017)
- Willem-Alexander, roi (2002, 2004, 2013-2017)
- Witte de With, amiral (1943-1944)
- Johan de Witt, grand-pensionnaire (1947)

### Z
- Pieter Zeeman, physicien (1991)
- Anne Zernike, théologienne (2013)
- Frederik Zernike, physicien (1995)
- Máxima Zorreguieta, reine (2002, 2004, 2014)

### Autres
- Dash Berlin, groupe de musique (2014)
- Koninklijke Nederlandse Hockey Bond, équipe de hockey (1998)

## Timbres officiels

### J
- Juliana, reine (1950-1958)

### W
- Wilhelmine, reine (1913-1918, 1940, 1947)

## Timbres d'affranchissement

### R
- Michiel de Ruyter, amiral (1907)